# Сосновка (Дубровський район)
Сосновка (рос. Сосновка) — присілок у Дубровському районі Брянської області Російської Федерації.
Населення становить 12 осіб. Входить до складу муніципального утворення Сещинське сільське поселення.

## Історія
Від 2005 року входить до складу муніципального утворення Сещинське сільське поселення.

## Населення
| 2010 | 2013 |
| ---- | ---- |
| 10   | ↗12  |